# Jacob Jan Hamel Bruynincx
Jacob Jan Hamel Bruynincx (ur. 1661, zm. 1738) – holenderski dyplomata.
W roku 1698 sekretarz ambasady Holandii w Paryżu (ambasadorem i jego szefem był Coenraad van Heemskerck).
W latach 1700–1738 był holenderskim posłem (envoyé extraordinaire) przy wiedeńskim dworze. Jego sekretarzami byli tam Schlenk – do 1704 roku, a po 1704 Theodorus Schenckberg.
W 1704 pośredniczył w sporze cesarza Leopolda I ze zbuntowanymi Węgrami.